# Bibliothèque nationale de Chypre
La Bibliothèque nationale de Chypre fut fondée en 1927 et est basée à Nicosie.
Elle est l'institution chypriote chargée de la collecte du dépôt légal.